# Jordi Mèlich Cuxart
Jordi Mèlich Cuxart (Cornellà de Llobregat, 30 de juny de 1966) és un periodista català als mitjans locals de l'Hospitalet de Llobregat especialitzat en el món de l'esport.
Fou el responsable de la secció esportiva dels Mitjans de Comunicació de l'Hospitalet de Llobregat.
Actualment, treballa a Torre Barrina. Experiències d’Innovació Social, a l'Hospitalet de Llobregat, com a tècnic en comunicació i en gestió de projectes.

## Biografia
Va néixer el 30 de juny de 1966 a la ciutat de Cornellà de Llobregat. Es va llicenciar en Ciències de la Informació a la Universitat Autònoma de Barcelona el 1991.
Forma part del col·lectiu d'ambaixadors i ambaixadores del C.E. Ramassà, entitat esportiva i social del Vallès Oriental amb gairebé 50 anys d’història. Els projectes que realitza aquesta associació esportiva van encaminats a la igualtat de gènere, l’accés a l’educació i altres serveis bàsics, el foment de la pau i la reducció de les desigualtats socials, utilitzant l’esport com a eina d’integració i transformació dels col·lectius en risc d’exclusió social, tant a nivell nacional com internacional.

## Trajectòria professional
La seva trajectòria professional es va iniciar a la secció d'Esports de Ràdio l'Hospitalet a principis de la dècada de 1990. Durant quasi 20 anys, del 1994 al 2013, va ser el coordinador d’esports de ràdio i televisió de l’Hospitalet.
En els primers anys de la seva carrera a l'emissora pública local de l'Hospitalet de Llobregat, entre d'altres, va participar al programa nocturn "El Marcador", un programa diari que es feia de les 22 a les 23 hores, en col·laboració amb Lluís Izquierdo. Durant la seva etapa a Ràdio l'Hospitalet va retransmetre els partits de futbol del CE l'Hospitalet.
En el marc de la seva participació en els mitjans locals de l'Hospitalet també va participar en la Televisió de l'Hospitalet, en diversos programes, també de caràcter esportiu, com ara amb l'emissió d'un programa els dilluns al vespre sobre diversos esports locals i va col·laborar en la redacció de notícies al Diari de l'Hospitalet, també mitjà públic local de la ciutat.
En representació dels mitjans de comunicació locals i com a cap d'Esports de Ràdio l'Hospitalet va ser membre del jurat dels premis La Nit de l'Esport organitzats per l'Ajuntament de l'Hospitalet en diverses edicions.
Durant el seu vincle amb els mitjans de comunicació de l'Hospitalet va exercir de cap de premsa en diferents esdeveniments de la ciutat i també com a presentador de diferents actes institucionals, com ara la presentació de diverses edicions de la Nit dels Esports o la presentació dels actes institucionals de la Diada Nacional de Catalunya.
També ha col·laborat al "Carrusel Catalunya" de Ràdio Barcelona, Cadena Ser, Europa Press, Mundo Deportivo, Marca, Agència EFE, el Diari Sport i El Periódico. També va formar part de la redacció del COOB 92 a la subseu de boxa a Badalona.
El 2012 va ser un dels professionals afectats pel tancament de la Ràdio i la Televisió l'Hospitalet, convertint-se en una de les persones més actives per evitar-ne el tancament, defensant la necessitat que la ciutat de l'Hospitalet disposés d'uns mitjans de comunicació públics i independents. La de Jordi Mèlich va ser la darrera veu que va emetre Ràdio l'Hospitalet, amb el programa "Temps afegit", que havia arribat al programa 4.389.
Des de 2014 col·labora al programa esportiu dels caps de setmana de Catalunya Ràdio, "Tot gira" amb una secció que porta el nom "El melic del futbol", on posa en relleu les històries del futbol català territorial federat i té una secció que ha esdevingut un referent en el món del futbol com és els "Himnes del futbol català", convertint-se en un arxiu sonor dels diversos himnes dels equips de futbol del país.
Ha estat professor de periodisme esportiu i de ràdio informativa a la Universitat Internacional de Catalunya. Ha estat presentador de la gala anual de la Federació Catalana de Beisbol i Softbol i de la Festa de l'Esport de Manresa. El 2017 va formar part del jurat de la dotzena edició del Festival MetropoL’His GlobaL’H!.
A la ciutat de l'Hospitalet desenvolupa la seva tasca professional a Torre Barrina, Centre Municipal de Creació Multimèdia de l’Hospitalet, en la gestió de continguts, en la promoció de l’equipament, tutelant activitats i impartint docència sobre comunicació.
Col·laborador habitual a Onda Cero a Catalunya del programa "La Brúixola del Radioestadio", on exerceix de comentarista esportiu.

## Reconeixements
El 2008 va obtenir una nominació especial a la Nit de l'Esport de l'Hospitalet de Llobregat, el periodista de Ràdio L’Hospitalet, Jordi Mèlich, per la seva tasca de dífusió de la informació esportiva a la ciutat.